# Maxwell Frost
Maxwell Alejandro Frost (17 de enero de 1997) es un activista progresista y político estadounidense afiliado al Partido Demócrata.
En las elecciones de 2022 fue electo a la Cámara de Representantes por el 10.º distrito congresional del estado de Florida, contando con el apoyo de numerosas figuras como Jesse Jackson, Dolores Huerta, Bernie Sanders y Elizabeth Warren. Será el primer integrante de la generación Z en acceder a tal cargo.